# ديفيد ستريكلاند
ديفيد ستريكلاند (بالإنجليزية: David Strickland)‏ هو ممثل أمريكي، ولد في 14 أكتوبر 1969 بغلين كوف في الولايات المتحدة، وتوفي في 22 مارس 1999 بلاس فيغاس في الولايات المتحدة بسبب شنق.

## أعمال

### أفلام
- (1999) قوى الطبيعة[2]

### مسلسلات
- روزان
- فجأة سوزان

## وصلات خارجية
- ديفيد ستريكلاند على موقع IMDb (الإنجليزية)
- ديفيد ستريكلاند على موقع ألو سيني (الفرنسية)
- ديفيد ستريكلاند على موقع أول موفي (الإنجليزية)
- ديفيد ستريكلاند على موقع قاعدة بيانات برودواي على الإنترنت (الإنجليزية)
- ديفيد ستريكلاند على موقع قاعدة بيانات الأفلام السويدية (السويدية)
- ديفيد ستريكلاند على موقع إن إن دي بي (الإنجليزية)
- ديفيد ستريكلاند على موقع قاعدة بيانات الفيلم (الإنجليزية)
- ديفيد ستريكلاند على موقع كينوبويسك (الروسية)
- ديفيد ستريكلاند على موقع كينوبويسك (الروسية)